# Donje Gadimlje
Gadime e Ulët en albanais et Donje Gadimlje en serbe latin (en serbe cyrillique : Доње Гадимље) est une localité du Kosovo située dans la commune/municipalité de Lipjan/Lipljan, district de Pristina (Kosovo) ou district de Kosovo (Serbie). Selon le recensement kosovar de 2011, elle compte 3 337 habitants.

## Démographie

### Évolution historique de la population dans la localité
| 1948  | 1953  | 1961  | 1971  | 1981  | 1991  | 2011  |
| ----- | ----- | ----- | ----- | ----- | ----- | ----- |
| 1 058 | 1 427 | 1 612 | 1 967 | 2 633 | 3 243 | 3 337 |

|  |

### Répartition de la population par nationalités (2011)
En 2011, les Albanais représentaient 87,50 % de la population et les Ashkalis 11,48 %.